# Распознавание отпечатков пальцев
Распознавание отпечатков пальцев применяется в биометрических системах идентификации человека.

## Сканер
В основе многих биометрических систем лежит сканер отпечатков пальцев.
При всем многообразии биометрических систем их возможно упрощённо разделить  на три типа:
- преобразование отпечатка в цифровой код при помощи оптического сенсора;
- преобразование отпечатка посредством линейного теплового датчика;
- преобразование отпечатка с помощью ёмкостного датчика.

Для конечного пользователя[что?] разница состоит лишь в том, какие манипуляции необходимо производить со сканером: прикладывать палец (оптический и ёмкостный) или проводить им по сенсору (тепловой).
У обеих систем имеются как преимущества, так и недостатки:
- Прозрачное окно оптического сенсора сканирования необходимо содержать в чистоте. Многократное прикладывание пальцев к нему загрязняет стеклянное покрытие.
- Оптический сенсор обеспечивает сканирование чёткой картинки, которая впоследствии будет сравниваться.

- Линейный тепловой сенсор не оставляет возможности воспользоваться имитацией пальца
- Линейный тепловой сканер, по утверждению его разработчика и производителя, очищается с каждым проведением пальца.
- В ёмкостном датчике используется разница в электрической ёмкости между гребнем и канавкой (система более экономична, но с меньшей точностью распознавания).

## Распознавание
Надёжность сканирования зависит не только от сенсора. Дальнейшая обработка полученных данных — ключ к успешному распознаванию отпечатка.
В сканере отпечатков пальцев с оптическим чувствительным элементом, по сути монохромной матрицей, изображение поступает в виде фотографии.
В простейших сканерах изображение просто сравнивается с эталоном. Часто дальнейшая обработка базируется на работе с несколькими шаблонами.
Цифровой код, полученный от сканера, в системе с линейным тепловым датчиком — это всегда разный шаблон. Скан отпечатка пальца всегда разный, качество распознавания зависит от угла, под которым проводился палец, от влажности пальца или поверхности сканера.
Данные, поставляемые таким сканером — фактически набор точек. Не важно, как лег палец на поверхность сканера, эти точки всегда будут иметь одинаковый изгиб линий.
Необходимо заметить, что при распознавании отпечатков любым типом сенсоров и алгоритмов неизбежны ошибки. Ошибки обычно разделяют на 2 типа — нераспознавание правильного отпечатка и распознавание неправильного отпечатка как правильного.

### Паттерны
Скан отпечатка пальца преобразовывается в шаблон, который потом используется для сравнения.
- тип узора — завитковый
- Раздвоение

## Применение
Производители сканеров начали производить компактные сканеры, подключаемые к порту USB. Сканеры вмонтированы в ноутбуки бизнес-класса, в отдельные модели клавиатур, компьютерных мышей и смартфонов.
Сканеры, совместно с соответствующим программным обеспечением, широко применяются в больших корпорациях в дополнение к паролям.
Сканерами отпечатков пальцев в Британии планируется заменить билеты пассажиров, чтобы решить проблему загруженности железнодорожных станций, сэкономить время на покупку билетов и увеличить пропускную способность турникетов. С помощью отпечатка пальца сумма за проезд будет автоматически сниматься со счетов пассажиров.
В лондонском музыкальном баре ‘Proud’ тестируется новая технология FingoPay. Данная система биометрических платежей изобретена компанией Sthaler Limited. Устройство сканирует на пальце вены, расположение которых уникально у каждого человека. Главный исполнительный директор компании заявил, что вскоре на подобный шаг решатся кинотеатры, супермаркеты и музыкальные фестивали.

## Сенсор
- Практическое исследование по вскрытию приборов, использующих в качестве «ключа» отпечаток пальца